# NGC 7612
NGC 7612 este o galaxie situată în constelația Pegas. A fost descoperită în 26 mai 1863 de către Heinrich Louis d'Arrest. Se află la o distanță de 46,34 de megaparseci de Pământ.